# Praetorians
Praetorians is een 3D realtimestrategiespel gemaakt door Pyro Studios, gebaseerd op Julius Caesars expedities.

## Doel
Spelers krijgen de optie om een missie te starten waarin ze spelen als Julius Caesar, bevelhebbend over troepen variërend van grootte om te vechten tegen barbaarse groeperingen. Het doel is om de strijd te winnen met de gekozen legers.

## Spel
De speler speelt schermutselingen en slagen in oplopende moeilijkheidsgraden en daarbij een spelkarakter kiest en strijdt tegen tot 7 vijandige spelers die bestuurd worden door de computer. Al deze karakters kunnen zijn: Romeinen, Egyptenaren of een barbaarse groepering, of met de uitbreidingsversie ook Grieken, Carthagen en de Perzen. Als dit eenmaal compleet is kan ervoor gekozen worden om allianties te creëren door twee groepen in hetzelfde team te stoppen. Dit houdt in dat ze elkaar niet aan kunnen vallen, en in tijden van crisis kunnen die elkaar dan oproepen via een berichten systeem door te zeggen "We need help" waarop de andere groep normaal gezien troepen naar de benodigde groep zou sturen om te helpen en hun alliantie te behouden.

## Verschillen en oordeel
Het spel is anders dan anderen uit dit genre omdat grondstoffen geen rol er in spelen. In de meeste "real time" strategie spellen moet hout, voedsel, goud, steen worden verzameld en wordt dat weer opgebruikt als troepen worden gecreëerd, in Praetorians echter niet. Volgens Gamespot zat Praetorians grafisch wel goed maar was het moeilijk om in te zoomen en bijna onmogelijk om de camera 360 graden rond te draaien. Gamespot vond wel dat het een erg mooie gameplay had en het tactische diepte bevatte.